# 疋田敏男
疋田 敏男（ひきた としお、1902年（明治35年）5月27日 - 1989年（平成元年）6月2日）は、日本の政治家。

## 経歴
山口県下関市出身。明治大学専門部法律科卒業。実業界に進み、親和興産社長を務めた。また、政治家として、1946年4月の戦後1回目の総選挙（第22回衆議院議員総選挙）に山口県から立候補して当選し、衆議院議員を一期務めた。早川崇（国家公安委員会委員長、労働大臣等）らと青壮クラブを発足させ、新政同志会と合流するなど、諸派・無所属議員を中心とした国民党の結成に参画し、党執行部役員（中央常任委員）などを務めた。